# Batalla de Kruty (1918)

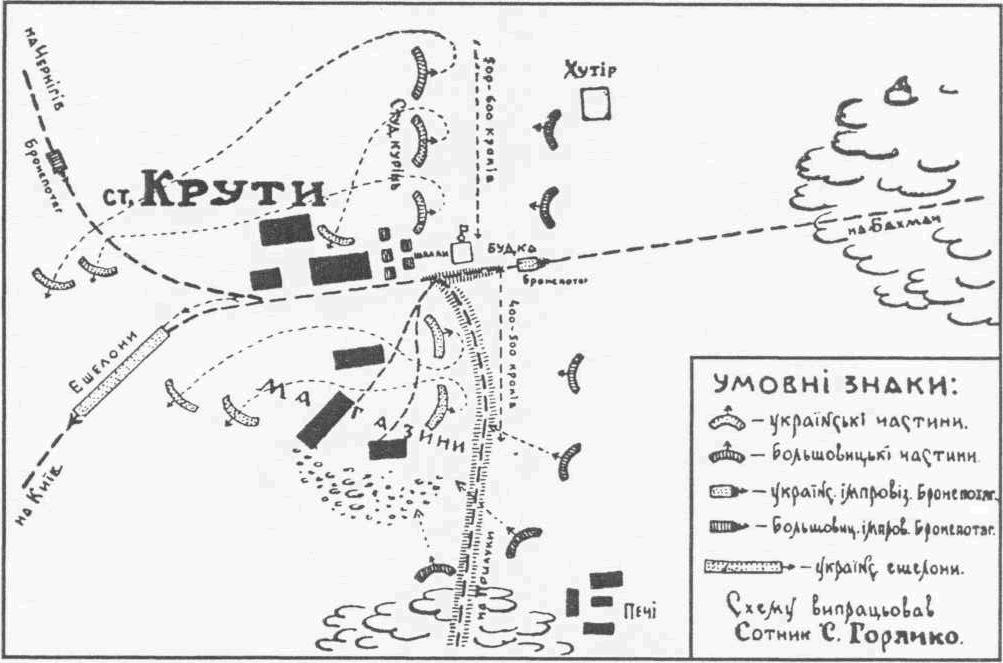
Mapa de la batalla

La batalla de Kruty (en ucraniano: Бій під Крутами, transl.: Biy pid Krutamy) fue un conflicto dentro del marco de la guerra soviético-ucraniana que tuvo lugar en enero de 1918, aunque algunas fuentes discrepan respecto a la fecha exacta, puesto que los historiadores soviéticos apuntaron que tuvo lugar el día 29, mientras que otros indicaron que fue el 30.
El suceso tuvo lugar cerca de la estación de Kruty (en el presente: parte del selo de Pamiatne, Óblast de Chernígov).

## Historia

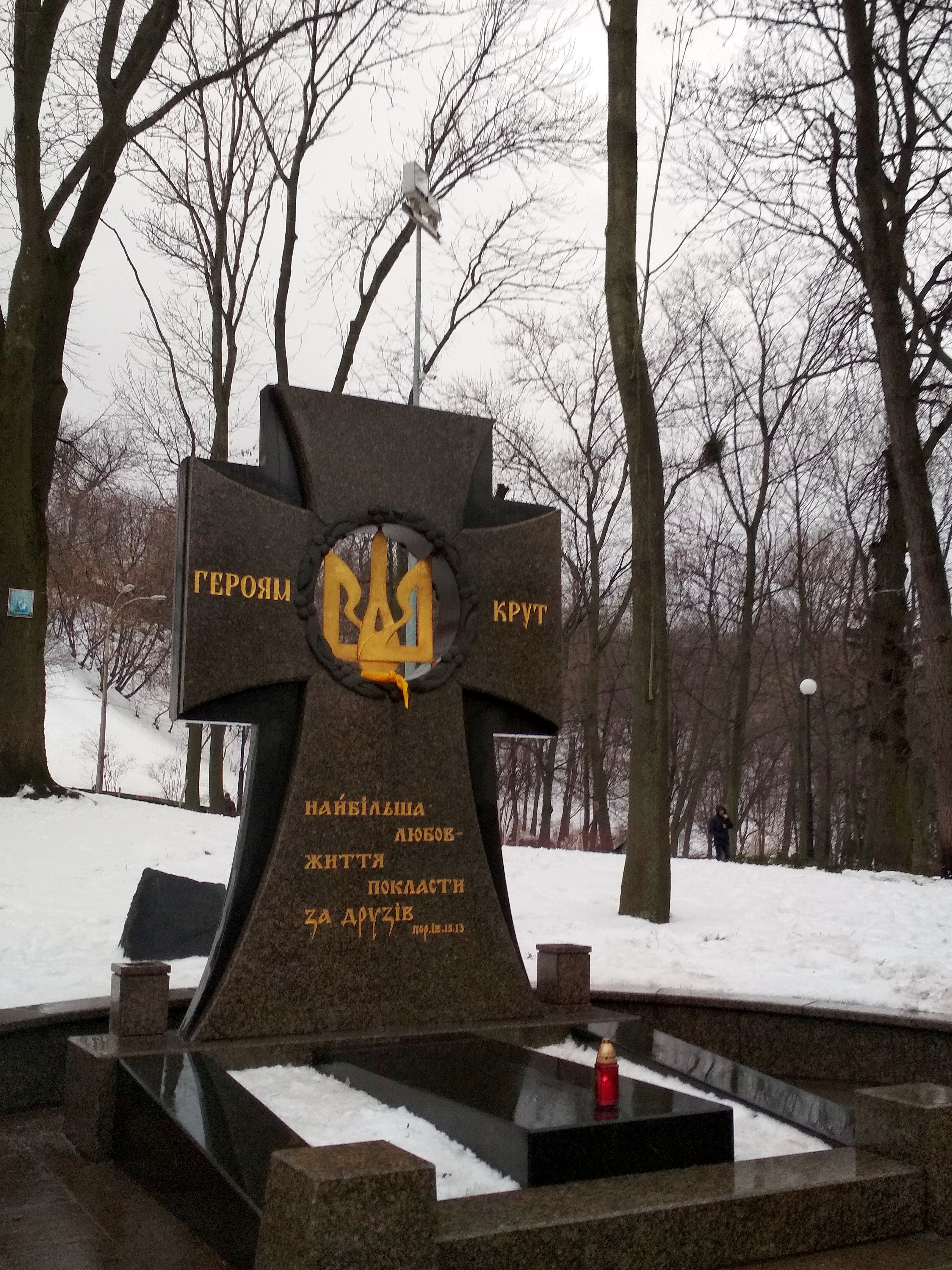
Monumento memorial en el parque de Askold, Kiev

A medida que las fuerzas bolcheviques, formadas por 4000 hombres comandados por Mikhail Muravyov  avanzaron hacia Kiev, una pequeña unidad de 400 soldados de la guarnición Bakhmach (de los cuales, 300 eran estudiantes) dirigidos por el Capitán F. Tymchenko procedieron a retirarse de Bakhmach hacia una pequeña estación ferroviaria en Kruty, a medio camino de Nizhyn.
La unidad consistía principalmente en el Batallón Estudiantil de Fusileros de Sich, una escuela de cadetes de Khmelnytsky y la Compañía de los Cosacos Libres. Poco antes del inicio de la contienda, D. Nosenko reemplazó a Tymchenko, quien se trasladaría a Nizhyn con el fin de reclutar a parte del regimiento Shevchenko, formado por 800 hombres. Sin embargo, estos se aliaron con el bando soviético, los cuales obligaron a la guarnición ucraniana a retroceder. A esto hay que sumar que trabajadores ferroviarios de Darnytsia sabotearon las vías para impedir que llegasen los refuerzos al bando ucraniano.
A pesar del resultado desfavorable, los ucranianos consiguieron retrasar durante varios días la ocupación de Kiev.

## En el cine
- Kruty 1918 (Крути 1918, película de 2019) dirigida por Oleksiy Shaparev.[3]